# Foro para la Democracia y el Desarrollo
El Foro para la Democracia y el Desarrollo (FDD), es un partido político de Zambia de ideología socialdemócrata. Fue fundado en 2001 por antiguos miembros del Movimiento por una Democracia Multipartidaria, descontentos por los esfuerzos de Frederick Chiluba por cambiar la Constitución para poder presentarse a un tercer mandato.

## Historial electoral
En las elecciones legislativas de diciembre de 2001, obtuvieron el 15,3% de los votos populares y 12 de los 159 escaños de la Asamblea Nacional. Christon Tembo fue el candidato presidencial en dicha oportunidad, quien obtuvo la tercera posición con 12,96% de las preferencias.
Tres políticos del FDD fueron posteriormente invitados por el presidente Levy Mwanawasa para servir en un "gobierno de unidad nacional" y fueron expulsados de la colectividad por aceptar los cargos.
En 2005 el FFD escogió a Edith Nawakwi, como dirigenta del partido. En las elecciones de 2006 apoyaron la opción presidencial del Partido Unido para el Desarrollo Nacional, Hakainde Hichilema, al ingresar a la Alianza Democrática Unida.
En las elecciones generales de 2011, Edith Nawakwi fue la candidata del FDD y logró 6.833 votos (0,24%), pero lograron ganar 1 escaño parlamentario con Chifumu Banda.